# Pseudodisterna bivittata
Pseudodisterna bivittata är en skalbaggsart som först beskrevs av Stefan von Breuning 1939.  Pseudodisterna bivittata ingår i släktet Pseudodisterna och familjen långhorningar. Inga underarter finns listade i Catalogue of Life.